# Ferrovia Chieti città-Chieti stazione
La ferrovia Chieti città-Chieti stazione era una linea ferroviaria a scartamento ridotto che collegava Chieti con la sua stazione ferroviaria. Fu in esercizio dal 1905 al 1943.

## Storia

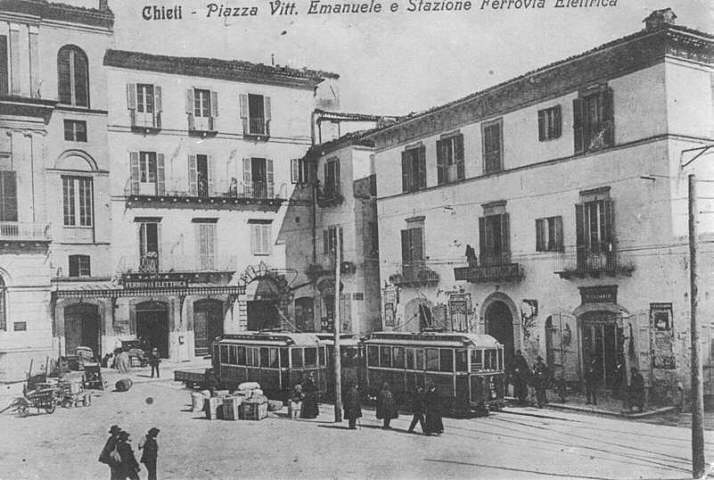
Stazione ferroviaria ubicata nell'attuale Piazza San Giustino

I primi progetti per un collegamento tra Chieti e la sua stazione (situata sulla linea Sulmona-Castellammare Adriatico) risalgono all'ultimo decennio dell'Ottocento, ma solo nel 1901 il Comune di Chieti ottenne la concessione per una ferrovia a scartamento ridotto, confermata con Regio Decreto nº 411 del 7 luglio.
Il dislivello esistente tra lo scalo ferroviario e il centro della città (quasi 300 metri) rese necessaria la progettazione di un tracciato piuttosto tortuoso, con pendenze del 67 per mille e curve con raggi minimi di 25 metri. La ferrovia fu realizzata a binario unico (in sede promiscua all'interno della città) ed elettrificata a corrente continua alla tensione di 750 Vcc.
La ferrovia fu aperta all'esercizio l'8 giugno 1905; quattro giorni dopo la nuova strada ferrata fu utilizzata dal Re d'Italia Vittorio Emanuele III e dalla Regina Elena del Montenegro in visita a Chieti. Ad esercire la linea fu la romana Società Anonima della Ferrovia di Chieti, successivamente inglobata dalla Società per le Ferrovie Adriatico Appennino (FAA) che gestiva la Ferrovia Sangritana.
Il servizio, cui erano adibite quattro motrici, tre rimorchiate e quattro carri merci, prevedeva inizialmente sette coppie di corse giornaliere, incrementate con il passare del tempo sino alle quattordici del 1932; il percorso era coperto in mezz'ora.
Durante la Seconda guerra mondiale la ferrovia subì danni tali da far sospendere l'esercizio il 6 novembre 1943. Terminato il conflitto la linea non fu riattivata, nonostante le pressioni di una parte della popolazione per la ricostruzione e il proseguimento della ferrovia sino a Guardiagrele, e fu sostituita da un autobus, a sua volta rimpiazzato il 16 luglio 1950 da una filovia; il fabbricato del capolinea di Chieti stazione fu reimpiegato come capolinea filoviario e demolito negli anni settanta.

## Caratteristiche
| Unknown route-map component "exKBHFa" |

| Unknown route-map component "exBHF" |

| Unknown route-map component "exBHF" |

| Unknown route-map component "exBHF" |

| Unknown route-map component "exKBHFe" |

|  | Unknown route-map component "CONTgq" | Station on transverse track | Unknown route-map component "CONTfq" |  |

## Materiale rotabile
Sulla ferrovia prestarono servizio quattro elettromotrici (di cui una adibita al servizio merci), tre rimorchiate e quattro carri merci, tutti a due assi.